# Simulium ussovae
Simulium ussovae är en tvåvingeart som beskrevs av Bodrova 1989. Simulium ussovae ingår i släktet Simulium och familjen knott. Inga underarter finns listade i Catalogue of Life.